# 孫溥
孫溥（？年—？年），字溥之，池州府貴池縣（今安徽省池州市貴池區）人。明朝政治人物，弘治戊午經魁。官至湖廣通山縣知縣。

## 生平
弘治十一年（1498年）戊午科應天鄉試第三名舉人，為書經經魁。正德十五年（1520年）任浙江海寧縣知縣，調湖廣通山縣。監司問其年齡，孫溥即告辭而出，掛冠歸里。

## 著作
所著有《闡幽錄》行於世。